# Орден «За храбрость» (НРБ)
Орден «За храбрость» — государственная награда Народной Республики Болгарии с 1948 по 1991 год.

## История
Орден с названием «За храбрость» впервые был введён в наградную систему княжества Болгарии в 1880 году; с 1908 года являлся наградой Царства Болгария. После падения монархии и установления республиканской формы правления орден был упразднён в 1946 году.
15 июня 1948 года в Народной Республике Болгария был учреждён новый орден «За храбрость» в трёх степенях. Орден предназначался для награждения военнослужащих и гражданских лиц за храбрость и отвагу, проявленные на поле боя в военное время, а в мирное время — за отличия в охране государственной целостности страны и общественной безопасности.
Награждение производилось последовательно: III, II и I степенью.
После падения в Болгарии социалистического строя орден был упразднён. В 2013 году в Республике Болгария орден «За храбрость» был учреждён вновь, объединив в себе положения от ордена периода НРБ и внешний вид от царского ордена.

## Знаки ордена
Знак ордена представлял собой пятиконечную звезду, наложенную на лавровый венок и скрещенные мечи, направленные острием вверх. В центре звезды помещен болгарский лев на задних лапах, повернутый влево. В нижней части звезды, между двумя нижними лучами — лента с надписью «За храброст».
Знак ордена первой степени изготовлен из желтого металла, звезда покрыта красной эмалью.
Лавровый венок и мечи у ордена второй степени изготовлены из белого металла, звезда и лента с надписью — из желтого металла. Звезда покрыта красной эмалью.
Знак ордена третьей степени целиком изготовлен из жёлтого металла, без эмали.
Диаметр описанной окружности вокруг звезды у знаков ордена первой и второй степеней — 46 мм, у звезды знака ордена третьей степени — 40 мм.
Оборотная сторона ордена гладкая, с порядковым номером награждения или без номера.
Орден носился на левой стороне груди на пятиугольной колодке, обтянутой тёмно-красной лентой.